# Blade of the Ronin
Blade of the Ronin è il secondo album in studio del duo hip hop statunitense Cannibal Ox, pubblicato nel 2015.

## Tracce
1. Cipher Unknown – 1:59
2. Opposite of Desolate (featuring Double A.B.) – 3:32
3. Psalm 82 – 3:24
4. The Power Cosmiq (featuring Kenyattah Black) – 4:54
5. Blade: The Art of Ox (featuring Artifacts & U-God) – 4:35
6. Pressure of Survival – 0:23
7. Carnivorous (featuring Bill Cosmiq & Elzhi) – 4:30
8. Thunder in July (featuring Elohem Star, Space & Swave Sevah) – 4:34
9. Water – 3:59
10. The Horizon – 1:43
11. Harlem Knights – 3:37
12. Sabertooth (featuring Bill Cosmiq & Irealz) – 4:49
13. Iron Rose (featuring MF Doom) – 4:02
14. Solar System (Cosmos) – 0:47
15. The Fire Rises – 3:17
16. Gotham (Ox City) – 4:34
17. Unison – 0:24
18. Vision (featuring The Quantum) – 3:43
19. Salvation – 3:18